# A California Golden Seals játékosainak listája
Ez a lista a National Hockey League-ben szerepelt California Golden Seals játékosait tartalmazza, akik legalább egy mérkőzésen jégre léptek a csapat színeiben.

Tartalomjegyzék: 
| Ábécé szerinti tartalomjegyzék                      |
| --------------------------------------------------- |
| A B C D E F G H I J K L M N O P Q R S T U V W X Y Z |

## A
- Fred Ahern,

## B
- Ken Baird,
- Ivan Boldirev,
- Lyle Bradley,

## C
- Wayne Carleton,
- Lyle Carter,
- Bob Champoux,
- Mike Christie,
- Gary Coalter,
- Gary Croteau,
- Barry Cummins,

## E
- Marv Edwards,

## F
- Norm Ferguson,
- Len Frig,

## G
- Dave Gardner,
- Stan Gilbertson,
- Bob Girard,
- Hilliard Graves,
- Bruce Greig,

## H
- Del Hall,
- Rick Hampton,
- Ernie Hicke,
- Gary Holt,
- Dave Hrechkosy,
- Frank Hughes,
- Ron Huston,

## J
- Tim Jacobs,
- Gary Jarrett,
- Joey Johnston,
- Marshall Johnston,
- Jim Jones,

## K
- Rick Kessell,
- Wayne King,
- Ralph Klassen,
- Gary Kurt,

## L
- Pete Laframboise,
- Brian Lavender,
- Reggie Leach,

## M
- Al MacAdam,
- Darryl Maggs,
- Kris Manery,
- Bert Marshall,
- Dennis Maruk,
- Ted McAneeley,
- Ray McKay,
- Walt McKechnie,
- Brent Meeke,
- Gilles Meloche,
- Wayne Merrick,
- Hartland Monahan,
- Morris Mott,
- Jim Moxey,
- Bob Murdoch,
- Terry Murray,

## N
- Jim Neilson,

## O
- Don O'Donoghue,

## P
- Jim Pappin,
- Larry Patey,
- Craig Patrick,
- Glenn Patrick,
- George Pesut,
- Gerry Pinder,
- Tom Price

## R
- Dick Redmond,

## S
- Gary Sabourin,
- Ron Serafini,
- Paul Shakes,
- Bobby Sheehan,
- Paul Shmyr,
- Charlie Simmer,
- Al Simmons,
- Gary Simmons,
- Greg Smith,
- Rick Smith,
- Frank Spring,
- Ron Stackhouse,
- Bob Stewart,
- John Stewart,

## T
- Ted Tucker,

## U
- Gene Ubriaco,

## V
- Carol Vadnais,
- Pete Vipond,

## W
- Tom Webster,
- Stan Weir,
- Tommy Williams,
- Warren Williams,
- Larry Wright,